# Marianna Michałowska
Marianna Alicja Michałowska (ur. 1970 w Gdańsku) – polska fotograficzka, dr hab. nauk humanistycznych, profesor uczelni Wydziału Antropologii i Kulturoznawstwa Uniwersytetu im. Adama Mickiewicza w Poznaniu i Wyższej Szkoły Zawodowej "Kadry dla Europy" w Poznaniu.

## Życiorys
24 czerwca 2002 obroniła pracę doktorską Niepewność przedstawienia - fotografia i kryzys reprezentacji, 7 października 2013 habilitowała się na podstawie oceny dorobku naukowego i pracy zatytułowanej Foto-teksty. Związki fotografii z narracją. Została zatrudniona na stanowisku adiunkta w Instytucie Kulturoznawstwa na Wydziale Nauk Społecznych Uniwersytetu im. Adama Mickiewicza w Poznaniu, oraz w Akademii Sztuk Pięknych w Poznaniu.
Objęła funkcję profesora uczelni na Wydziale Antropologii i Kulturoznawstwa Uniwersytetu im. Adama Mickiewicza w Poznaniu i w Wyższej Szkole Zawodowej "Kadry dla Europy" w Poznaniu.
Piastuje stanowisko członka Komitetu Nauk o Kulturze na I Wydziale Nauk Humanistycznych i Społecznych Polskiej Akademii Nauk, a także sekretarza Polskiego Towarzystwa Kulturoznawczego.
Była dyrektorem Instytutu Kulturoznawstwa Wydziału Nauk Społecznych Uniwersytetu im. Adama Mickiewicza w Poznaniu.

## Publikacje
- 2006: Nowoczesność i eksperyment w wybranych realizacjach fotografii artystycznej po końcu ponowoczesności[3]
- 2009: PORTRAIT IN AN INTERIOR - BETWEEN THE SOCIOLOGY AND ANTHROPOLOGY OF PHOTOGRAPHY (Portret we wnętrzu - między socjologią a antropologią fotografii)[3]
- 2011: Archiwizacja wystawy i de-archiwizacja artysty[3]
- 2013: Fotografia w pułapce – między bazą danych a narracją[3]